# Pallas-Akadémia Könyvkiadó
A Pallas-Akadémia Könyvkiadó 1993-ban alakult Csíkszeredában a budapesti Akadémiai Könyvkiadó romániai társkiadójaként, a Kriterion Alapítvány támogatásával. 1995-ben teljesen önállósult, s román-magyar vegyesvállalat jellege is megszűnt.

## Története
Profilja felöleli a romániai magyar könyvtermés szinte minden területét, s ha induláskor kiadói elképzeléseiből még ki is zárta a műszaki és a természettudományi műveket, később ezek körébe sorolható könyvek kiadását is vállalta. Általában – önmeghatározása szerint – „feladatának tekinti az olyan, mindeddig elhallgatott vagy lappangó kéziratok felkutatását is, amelyek értékteremtőek és hozzájárulnak az erdélyi magyar irodalom, helytörténet és tudományosság gazdagításához”. Ugyancsak bővült profilja az évek folyamán a felkarolt értékek földrajzi vonatkozásában is: míg az első években úgy érezte, hogy „elsőrendű feladata felvállalni a közelben élő szerzők munkáinak kiadását” (Kozma Mária), a későbbiekben már a romániai magyar írásbeliség földrajzi körülhatároltságtól független befogadására és közvetítésére törekedett.
Tevékenységét nagyban meghatározta, hogy kiadói munkája szervesen összefonódott a könyvterjesztéssel. Csíkszereda központtal országos könyvesbolt-hálózattal rendelkezik: Sepsiszentgyörgyön, Kézdivásárhelyen, Székelyudvarhelyen, Marosvásárhelyen tart fenn saját üzleteket, s könyvesbolt-részleget a Székelyföldön kívül is: Brassóban, Besztercén, Kolozsváron, Szatmárnémetiben, ahol saját könyvein kívül hazai és magyarországi kiadók könyveit árusítja.
Az induláskor megfogalmazott célnak megfelelően az első évben Kozma Mária Sárkányfogvetés című regényével, Sütő András esszéinek gyűjteményével (Az élet és halál kapujában) és Antal Imre egykori csíkszeredai gimnáziumi tanárnak a csíkszeredai Római Katolikus Főgimnázium múltját idéző könyvével (Tisztesség adassék) lépett az olvasóközönség elé, a következő években viszont a fővonulatok gazdagodása mellett már a kiadói profil kibővülése is megfigyelhető. Az eredeti irodalom mezőnyében a ~ vállalja induló fiatalok versköteteit (Simon Attila: Elmondom ezt, vagy álmodom. 1994, Balázs András: Válasz a győztesnek. 1996) éppúgy, mint a több évtizedes hallgatás után újra megszólalókat (Kabós Éva: Apám földjén. 1996), illetve az irodalmi élet perifériájáról jelentkezőket (Kercsó Attila: Kopjafák árnyékában. 1996) az ismert nevű költők új kötetei (Ferenczes István: Hó hull örök vadászmezőkre. 1996, Páll Lajos: Partraszállás. 1994) mellett. Az eredeti prózát ezekben az években Kozma Mária két újabb könyve (A jóság síró vágya. 1994, Márványkáosz. 1996) s a Sütő András életműsorozatában megjelent újabb kötet (az Anyám könnyű álmot ígér újrakiadása, 1996) mellett a székelyudvarhelyi Lőrincz György novellái (Bukás. 1995), a sepsiszentgyörgyi Balogh László regénye (Szivárgás. 1995) és a Kolozsvárt élő Nagy Borbála ifjúsági regénye, A vén kapitányné (1996) képviseli. Kiadóra talált a Pallas-Akadémiánál Domokos Géza, az RMDSZ első elnöke politikai memoárja (Esély. I-III. 1996-98), valamint Székedi Ferenc közéleti publicisztikája (Hétköznapok, délibábok. 1996).
A helyi hagyományok felvállalása szintén a kiadó profiljába tartozik kezdettől fogva. Természetes, hogy az első ilyen könyvek a szűkebb pátria világának különböző vetületeit ölelték fel: a csíki katolikus hagyományt (P. Boros Fortunát: Csíksomlyó, a kegyhely. 1994, P. Réthy Apollinár: Csíksomlyói kalauz. 1995), a város múltját idéző műveket (Nagy András: Városkép és ami hozzátartozik. 1995, Tivai Nagy Imre: Emlékezés régi csíkiakról. 1996), a vidék népköltészetét (Duka János: Üti Páké Barátost. 1996) vagy népszokásait (ebben a témakörben kiemelkedő Balázs Lajos csíkszentdomokosi sorozata, amely a halállal kapcsolatos és a temetkezési szokásokat feldolgozó Menj ki lelkem a testemből című kötettel kezdődött 1995-ben), vagy már a szűkebb pátriából kitekintve Vígh Károly és Pál-Antal Sándor könyvét (Marosvásárhelyi helynevek és földrajzi közszavak. 1996).
A kiadó profilját a fentiekben említett vonulatokhoz tartozó újabb kötetek mellett az évek folyamán folyamatosan gazdagodó sorozatok teszik egyénivé: a Benkő Samu Újrakezdések című kötetével (1996) indult „Bibliotheca Transsylvanica”, amelyben irodalom- és művelődéstörténeti, valamint történettudományi tanulmánykötetek jelennek meg, a Harald Roth Kis Erdély-történetével debütáló „Mobile Officium”, a gyermekirodalom klasszikus vagy kortárs darabjait, válogatásokat felölelő Nagyapó Mesefája és Mesevonat'", a Kriterion valamikori képzőművészeti sorozatát folytató „Műterem”, amely kortárs erdélyi magyar művészeket mutat be rövid esszébevezetőkkel, igényes reprodukciókon keresztül, és végül az „Erdély hegyei”, amely a természetjárás és a turisztika kedvelőinek kínál egy-egy erdélyi hegyvidék bejárására csábító turistakalauzt és megbízható (magyar hegy- és vízneveket tartalmazó) turisztikai térképeket.
A teljesség kedvéért kell megemlítenünk olyan vállalkozásokat is, mint amilyen Jakab Elek és Szádeczky-Kardoss Lajos könyvének (Udvarhely vármegye története a legrégibb időktől 1849-ig) újrakiadása (1994) vagy a szekszárdi Babits Kiadó által előkészített s hosszas megrekedés után a Pallas-Akadémiánál megjelent Ki kicsoda Aradtól Csíkszeredáig? (I. kötet 1996, II. kötet 1997).

## Sorozatok
Jelentősebb sorozatai: Bibliotheca Transsylvanica, Nobile Officium, Kis\Könyv , Nagyapó mesefája, Mesevonat, Műterem, Díszkiadású könyvek, Dióhéjban, Erdély hegyei, Barangolás a Székelyföldön.
- Bibliotheca Transsylvanica Transsylvanica – nevét Veress Dánielnek köszönhetik – a Kiadó alapsorozata, amelyben az erdélyi történelem, eszme- és irodalomtörténet hagyományőrző és hagyományteremtő művei kapnak helye.
- Mesevonat  – a gyermekirodalom kínálata is egyre bővül. Gyönyörű illusztrációinak számottevő részét Csillag István készítette.
- Nagyapó mesefája mesefája – kezdetben a bukaresti Ion Creangã Kiadóval közösen gondozták, eredeti mesék mellett sok fordítással jelentkezik, amelyek más népek gazdag mesekincsébe nyújtanak bepillantást. Említésre méltó Bán Péter több válogatása, illetve fordítása a finnugor népek meséiből. A sorozat egyik legérdekesebb darabja a kétkötetes Kelet tündérvilága című arab meseregény Orbán Balázs, a Székelyföld írója fordításában – ez tulajdonképpen egy könyvritkaság szöveggondozott kiadása.
- Műterem  – sorozata hiánypótlónak számít. Itt kortárs hazai képzőművészek mutatkozhatnak be. Eddig Botár László, Gaál András, Kusztos Endre, Márton Árpád, Páll Lajos, Hunyadi László, Antal Imre, Simon Endre, Maszelka János, Gergely István, Kosztándi Jenő és Jakabos Olsefszky Imola műveivel ismerkedhetett meg a közönség, Banner Zoltán, Szatmári László, Nagy Miklós Kund, Székedi Ferenc, Jánó Mihály és Vargha Mihály műelemzéseivel.
- Nobile Officium Officium sorozat szerkesztője a Heidelbergben élő Hajdú Farkas-Zoltán. Ebben a sorozatban jelentek meg Harald Roth, Csiki László, Hajdú Farkas-Zoltán, Gáll Mátyás, Bodor György és Ágoston Vilmos művei, melyek eltérő műfajban – történetírás, esszé, visszaemlékezés, interjú – vállalkoznak arra, hogy több nemzetiségű régióról – Erdélyről – külföldön kialakult illuzórikus képpel és mítosszal leszámoljanak. A sorozatban olyan szerzők művei jelennek meg, akiknek sorsában az emigráció jutott osztályrészül, de valamilyen módon – életükkel vagy munkásságukkal – Erdélyhez kapcsolódnak.
- Dióhéjban  – ezek a kis formátumú, olcsó könyvek orvosi tanácsoktól szakácskönyvekig változatos tematikájukkal ismeretterjesztő jellegűek. Az indító kötet szerzője dr. Veress Albert pszichiáter a kamaszok problémáival foglalkozik, dr. Munzlinger Ildikó és dr. Munzlinger Attila családorvosokként próbálnak segíteni mindennapi életünk egészségügyi kérdéseiben, míg Albert Ildikó gyakorló pszichológusként önértékelésre, a szorongás leküzdésére és rejtett lelki erőtartalékaink feltárására bátorít. A sorozat más témájú kötetei: Világkonyha (összeállította Kozma Mária és Balog Magdolna), Fűszerízelítő (összeállította Kozma Mária és Bagoly Irén).
- Erdély Hegyei hegyei - turisztikai zsebkönyvsorozat, amely a természetjárás és turisztika kedvelőinek kínál egy-egy erdélyi hegyvidék bejárására csábító turistakalauzt és megbízható (magyar hegy- és vízneveket tartalmazó) turisztikai térképeket.
- Barangolás a Székelyföldön a Székelyföldön (kötetei: Hargita-, Kovászna- és Maros megye) című útikönyvsorozat Székelyföld településeit, történelmi és természeti nevezetességeit mutatja be. Hasonló jellegű a Vargyas Antal Székelyföld című egykötetes útikönyve is.

## Sikerkönyvek
Kiadványaikkal megpróbálnak az olvasói igényekhez igazodni, ugyanakkor mindvégig szem előtt tartva az értékteremtést, e régió sajátosságait, ezért kap hangsúlyt minden olyan munka, amely helytörténeti vonatkozású. Emiatt válhatott sikerkönyvvé az olvasók körében Daczó Árpád könyve, illetve Duka János székely anekdotagyűjteménye. Ugyancsak sikerkönyvként tartják számon Magyari András Gyergyóalfaluról írt falumonográfiáját (könyvkiállításon is díjat kapott), Dávid Gyula erdélyi irodalomtörténetét vagy Domokos Géza memoárköteteit – ez utóbbi kettőt a Román Írószövetség díjazta. Szép könyveik közül megemlítik Farkas Árpád Erdélyi asszonyok című díszkiadású könyvét, amely egy – név nélküli – sorozat első kötetének is felfogható. Díszkiadásban jelentették meg olyan szerzők műveit, mint Bogdán László, Farkas Árpád, Ferenczes István, Kányádi Sándor, Kovács András Ferenc, Markó Béla, Tompa Gábor. Kányádi Szürke szonettek című kötetének elkészítették egy merített papírra nyomott, száz számozott példányú változatát is könyvgyűjtők számára. Könyveik szép kivitelezése igényes műszaki szerkesztőinknek (Tőzsér László, Hajdú Áron) tipográfiai terveinek, valamint olyan neves illusztrátoroknak is köszönhető, mint Ádám Gyula, Botár László, Csillag István, Deák Ferenc, Fésűs Barna, Gaál András, Haller József, Hervay Katalin, Kusztos Enikő, Márton Árpád, Részegh Botond, Siklódi Ferenc, Újvárosy László.
Kivétel nélkül, valamennyi könyvük a csíkszeredai Alutus nyomdában készült el.

## Író-olvasó találkozó
A Pallas-Akadémia Könyvkiadó és Könyvkereskedés szervezésében, író-olvasó találkozóra, könyvbemutatóra és könyvkiállításra került sor elsősorban a Székelyföldön – Csíkszereda, Gyergyószentmiklós, Sepsiszentgyörgy, Marosvásárhely, Székelyudvarhely, Gyergyóremete, Gyergyócsomafalva, Zágon stb. –, de több találkozó is volt Bukarestben, Nagyszalontán, Kolozsváron; Magyarországon Budapesten, Győrön, Szekszárdon, Pécsen; Németországban Frankfurtban, Mannheimban stb. is.

## Külső hivatkozások
A kiadó honlapja